# Rivière du Détour
Rivière du Détour / Detour River är ett vattendrag i Kanada.   Det ligger i provinserna Québec och Ontario, i den sydöstra delen av landet, 600 km nordväst om huvudstaden Ottawa.
I omgivningarna runt Rivière du Détour växer i huvudsak blandskog. Trakten runt Rivière du Détour är nära nog obefolkad, med mindre än två invånare per kvadratkilometer.